# 丘塔昆卡山
16°40′30″S 69°57′31″W / 16.67500°S 69.95861°W
丘塔昆卡山（Chuta Kunka），是秘魯的山峰，位於該國東南部普諾大區，由埃爾科廖省的聖羅薩區負責管轄，屬於安地斯山脈的一部分，海拔高度5,000米。